# Ignacio Allende (Durango)
Ignacio Allende es una población localizada al centro oriente del municipio de Guadalupe Victoria, en el estado de Durango, México.

## Geografía
El terreno de Ignacio Allende es en parte montañoso y en parte plano y semidesértico con matorrales en grandes áreas.Al este, sureste y sur de los terrenos ejidales tenemos la Sierra de la India, la cual sirve como límite con el municipio de Cuencamé.
En la parte sureste y este se encuentra el Arroyo Rivas, que nace en la Sierra de la India; en esta sierra hay muchos riachuelos y en la Cañada del Epazote, se encuentra una represa conocida como “Presa del Cerro”. El Arroyo Ignacio Allende (también llamado Sauces o Los Temporales), que viene de la Sierra de Gamón, pasa por el lado oeste del poblado, para desembocar en la esquina suroeste de la comunidad, después tuerce hacia el este y continua en esta dirección hasta llegar a juntarse con el Arroyo Boque lobos (Boca de Lobo). El Arroyo Boque lobos nace en el lado sureste de Emiliano Zapata, y pasa por el lado este de los terrenos ejidales. Estos tres arroyos, en conjunto con el Arroyo Santa Elena, forman el Río El Colorín, el cual lleva sus aguas al Río del Peñón, un pequeño afluente del Río Nazas.

### Clima
El clima de Allende se considera semiseco templado con lluvias en verano. Las precipitaciones varían de 250 a 560 mm, con una media de 453.9 mm anuales. La época de lluvias comienza en junio y concluye en septiembre.
Las temperaturas mínimas varían de 0,2º a 8,6º en invierno y las máximas varían de 25,5º a 32,5º en verano, con una temperatura media anual de 17,1º. La temporada de heladas inicia en octubre, para finalizar en marzo. Durante febrero y marzo la región se ve afectada por vientos del suroeste, con velocidades que van de 25 hasta 40 km/h, en raras ocasiones se han registrado vientos de más de 65 km/h.

### Flora y Fauna Silvestre
La flora que predomina principalmente es matorral, huizache, mezquite, nopal duraznillo, maguey, cardenche, entre otros.
La fauna que habita en estas llanuras es coyote, conejo, liebre, zorrillo, tlacuache, etc.

## Historia
El terreno que ocupa actualmente Ignacio Allende, en la época prehispánica, estuvo habitado y transitado por diferentes tribus, no se sabe exactamente cuales, pero todo parece indicar que fueron tepehuanos y zacatecos.

### La Estación Catalina
En 1890 se había formado una compañía para la explotación del hierro del Cerro de Mercado, que se denominó “Compañía de Acero y Fierro”; esta compañía estaba interesada en prolongar la vía del Ferrocarril Internacional desde la ciudad de  Torreón a la de Durango, obra que se llevó a cabo en 1892. Las estaciones de la Hacienda de Tapona eran: Tapona y Catalina.
En ese año de 1892 solo existía en este lugar la que se llamó Estación Catalina que la formaban la Oficina de Telégrafos y la Bodega de Express del Ferrocarril Internacional. La referida Estación estaba enclavada en terrenos de la Hacienda de Tapona, los llanos que la rodeaban solo eran pastizales en los cuales se veían pastar escasos animales: ganado vacuno, caballar, lanar y otros.
Fue hasta 1904 en que la Hacienda de Tapona ofreció a los campesinos, que había en los ranchos cercanos a la región, terrenos “muertos” para que los “rompieran” y disfrutaran de sus cosechas durante cuatro años, y si los querían seguir sembrando después, se los dejaban al partido, esto es, dándole a la Hacienda una tercera parte de la cosecha que se levantara. Fueron del rancho de Salitrillo (hoy Emiliano Zapata) de donde primero vinieron a “romper” tierras Antonio Aragón y Fortino H. Aragón.
Así se comenzó a poblar Estación Catalina. Después vinieron muchos otros campesinos de diferentes ranchos cercanos a la región (como San Roberto, Santa Fe), a “romper” tierras; pero fue hasta que estalló la Revolución, cuando se inició una verdadera reconcentración de campesinos, buscando la seguridad de sus vidas y de sus pequeños intereses, pero como no existían terrenos para sembrar y sí una enorme extensión de llanos, se siguieron abriendo muchas tierras, aunque sin ser suficientes para toda la gente que se había reconcentrado.

## Economía
Ubicado a 90 kilómetros de la capital del estado, las principales actividades económicas de este poblado son la ganadería y la agricultura siendo esta última mayormente de temporal y dedicándose la mayoría de las tierras al cultivo de maíz y frijol